# Organy zarządzania gospodarką w ZSRR
Organy zarządzania gospodarką w ZSRR. W tym państwie można było odnotować szczególnie interesującą ewaluację form zarządzania, niezwykle rozbudowaną w przypadku administracji centralnej. Powody częstych reorganizacji były różne – zasady gospodarki centralnie sterowanej, potrzeby kraju prowadzącego działania w okresie tzw. wielkiej wojny ojczyźnianej, tj. II wojny światowej czy zimnej wojny. Po 1918 były to np. powoływane różnego rodzaju komisje, następnie od 1923 przeobrażane w ludowe komisariaty, a po II wojnie światowej – w ministerstwa i komitety.

## Okres od 1917 do 1938
W 1917 powołano pierwszy urząd centralny zarządzający gospodarką Federacji Rosyjskiej:
- Rada Najwyższa Gospodarki Krajowej RSFRR (Высший совет народного хозяйства РСФСР – ВСНХ).

W 1923 powołano podobny urząd zarządzający gospodarką w skali całego Związku Radzieckiego:
- Rada Najwyższa Gospodarki Krajowej ZSRR (Высший совет народного хозяйства СССР – ВСНХ), który podzielono w 1932 na 3 komisariaty ludowe (ministerstwa)
  - Ludowy Komisariat Przemysłu Ciężkiego (Народный комиссариат тяжёлой промышленности СССР),
  - Ludowy Komisariat Przemysłu Lekkiego (Народный комиссариат лёгкой промышленности СССР),
  - Ludowy Komisariat Przemysłu Leśnego (Народный комиссариат лесной промышленности СССР).

## Okres od 1939 do 1946
Organizacja zarządzania gospodarką w okresie II wojny światowej:
- Ludowy Komisariat Przemysłu Obronnego ZSRR (Народный комиссариат [Наркомат] оборонной промышленности CCCP), który podzielono w czasie 1939 roku na cztery ludowe komisariaty:
  - Ludowy Komisariat Amunicji ZSRR (Народный комиссариат боеприпасов CCCP)
  - Ludowy Komisariat Uzbrojenia ZSRR (Народный комиссариат вооружения СССР)
  - Ludowy Komisariat Przemysłu Lotniczego ZSRR (Народный комиссариат авиационной промышленности CCCP)
  - Ludowy Komisariat Przemysłu Stoczniowego ZSRR (Народный комиссариат судостроительной промышленности CCCP)

Dodatkowo w 1941 utworzono:
- Ludowy Komisariat Uzbrojenia Moździerzowego ZSRR (Народный комиссариат миномётного вооружения СССР)
- Ludowy Komisariat Przemysłu Czołgowego ZSRR (Народный комиссариат танковой промышленности СССР)

W 1946 utworzono:
- Ludowy Komisariat Budownictwa Wojskowego ZSRR (Народный комиссариат по строительству военных и военно-морских предприятий СССР, pol. Ludowy Komisariat Budownictwa Przedsiębiorstw Wojskowych i Marynarki Wojennej ZSRR)

Na rzecz zwycięstwa Armii Czerwonej pracowały nie tylko te ludowe komisariaty, lecz cała gospodarka. Nieustannie poszukiwano nowych rozwiązań. Np.
- Ludowy Komisariat Przemysłu Naftowego ZSRR (Народный комиссариат нефтяной промышленности СССР), podzielono na krótki okres (4–15 marca 1946) na 2 ludowe komisariaty:
  - Ludowy Komisariat Przemysłu Naftowego Wschodnich Rejonów ZSRR (Народный комиссариат нефтяной промышленности восточных районов СССР),
  - Ludowy Komisariat Przemysłu Naftowego Południowych i Zachodnich Rejonów ZSRR (Народный комиссариат нефтяной промышленности южных и западных районов СССР).
- Ludowy Komisariat Przemysłu Węglowego ZSRR (Народный комиссариат угольной промышленности СССР), podobnie na 2 LK (na okres 19 stycznia – 15 marca 1946):
  - Ludowy Komisariat Przemysłu Węglowego Wschodnich Rejonów ZSRR (Народный комиссариат угольной промышленности восточных районов СССР),
  - Ludowy Komisariat Przemysłu Węglowego Zachodnich Rejonów ZSRR (Народный комиссариат угольной промышленности западных районов СССР).

## Okres po 1953
- Ministerstwo Średniego Przemysłu Maszynowego ZSRR (Министерство среднего машиностроения СССР), nadzorujące przemysł atomowy (1953–1989)
- Ministerstwo Ogólnego Przemysłu Maszynowego ZSRR (Министерство общего машиностроения СССР), zajmujące się m.in. przemysłem techniki kosmicznej (1965–1991)

Funkcjonowały ministerstwa centralne, tzw. wszechzwiązkowe, również ministerstwa o tej nazwie we wszystkich republikach wchodzących w skład ZSRR. Szereg z instytucji centralnych nosiło nazwę komitetów.

## Po rozpadzie ZSRR
Na początku lat 90 XX w. większości branżowych ministerstw gospodarczych obniżono rangę zmieniając im nazwy na agencje. Następnie częściowo je zrestrukturyzowano.

## Obecnie
Dotychczasowe tendencje do rozrastania się administracji, w tym nadawania nazw ministerstw lub prestiżowych tytułów ministrów, przeniosły się, zwłaszcza po przekształceniu ZSRR w Federację Rosyjską, o szczebel niżej – do obwodów, krajów, republik autonomicznych, i miast wydzielonych jak np. Moskwy. Przykłady poniżej:
- ministrowie rządu Moskwy
- ministerstwa obwodu moskiewskiego
- ministerstwa Republiki Karelii
- ministerstwa Kraju Krasnojarskiego
- ministerstwa obwodu królewieckiego
- ministerstwa obwodu swierdłowskiego